# Lijst van oorlogsmonumenten in Waalre
De Nederlandse gemeente Waalre heeft twee oorlogsmonumenten. Hieronder een overzicht.
| Nr.  | Object                                       | Herdachte groep | Ontwerper                                                                   | Onthulling       | Type            | Locatie                         | Plaats | Coördinaten                   | Foto |
| ---- | -------------------------------------------- | --- | --------------------------------------------------------------------------- | ---------------- | --------------- | ------------------------------- | ------ | ----------------------------- | ---- |
| 792  | Bevrijdingsmonument                          | geallieerde militairen, overig | Karel Zijlstra                                                              | 1 september 1994 | beeld/sculptuur | Iman van den Boschlaan, 5583 ET | Aalst  | 51° 23' 57" NB, 5° 29' 17" OL |      |
| 1089 | Provinciaal Gedenkteken De Brabantse Soldaat | militairen in dienst van het Ned. Kon. na 1945, militairen in dienst van het Ned. Kon. 1940-1945, burgers voormalig Nederlands-Indië, verzet Nederland | Niel Steenbergen, Thijs Coolen, René Coolen, Pieter Wiegersma (gedenkramen) | 28 oktober 1945  | overig          | Oude Torenstraat, 5581 BJ       | Waalre | 51° 23' 14" NB, 5° 26' 30" OL |      |

Alphen-Chaam ·
Altena ·
Asten ·
Baarle-Nassau ·
Bergeijk ·
Bergen op Zoom ·
Bernheze ·
Best ·
Bladel ·
Boekel ·
Boxtel ·
Breda ·
Cranendonck ·
Deurne ·
Dongen ·
Drimmelen ·
Eersel ·
Eindhoven ·
Etten-Leur ·
Geertruidenberg ·
Geldrop-Mierlo ·
Gemert-Bakel ·
Gilze en Rijen ·
Goirle ·
Halderberge ·
Heeze-Leende ·
Helmond ·
's-Hertogenbosch ·
Heusden ·
Hilvarenbeek ·
Laarbeek ·
Land van Cuijk ·
Loon op Zand ·
Maashorst ·
Meierijstad ·
Moerdijk ·
Nuenen, Gerwen en Nederwetten ·
Oirschot ·
Oisterwijk ·
Oosterhout ·
Oss ·
Reusel-De Mierden ·
Roosendaal ·
Rucphen ·
Sint-Michielsgestel ·
Someren ·
Son en Breugel ·
Steenbergen ·
Tilburg ·
Valkenswaard ·
Veldhoven ·
Vught ·
Waalre ·
Waalwijk ·
Woensdrecht ·
Zundert